# Cuarteto de cuerda n.º 3 (Shostakóvich)
El Cuarteto de cuerda n.º 3 en Fa mayor Op. 73 de Dmitri Shostakóvich es una composición para cuarteto de cuerdas. Fue escrito en 1946 y estrenado por el Cuarteto Beethoven el 16 de diciembre de 1946. Tiene una duración aproximada de 30 minutos.

## Historia
En 1945, al final de la Segunda Guerra Mundial, Shostakóvich, en vez de crear una sinfonía heroica que rindiera honores a la victoria soviética, compuso una Sinfonía n.º 9 "llena de alto espíritu". Para 1946, en el año de la paz, Shostakóvich regresó al cuarteto de cuerdas y se convirtió en una de sus formas preferidas. Para su tercer cuarteto, utilizó formas lúdicas y serias a la vez. La obra fue escrita y dedicada al Cuarteto Beethoven, quien lo estrenó el 16 de diciembre de 1946. Fue la única pieza que Shostakóvich compuso ese año. El mismo Shostakóvich consideraba a este cuarteto como una de sus obras más finas; como lo apunta Fyodor Druzhinin, violista del Cuarteto Beethoven y testigo de un ensayo al que el compositor asistió, en el que lo notó conmovido:
Solo una vez vimos a Shostakovich visiblemente conmovido por su propia música. Estábamos ensayando su tercer cuarteto. Él había prometido detenernos cuando tuviera algún comentario que hacer. Dmitri Dmitriyevich se sentó en un sillón con la partitura abierta. Pero después de que terminaba cada movimiento, simplemente nos saludaba con la mano y decía: "¡Siguan tocando!" Así que interpretamos todo el cuarteto. Cuando terminamos de tocar, se quedó quieto en silencio como un pájaro herido, con lágrimas corriendo por su rostro. Esta fue la única vez que vi a Shostakovich tan abierto e indefenso.

## Estructura
El cuarteto tiene una estructura particular de cinco movimientos.
- I. Allegretto
- II. Moderato con moto
- III. Allegro non troppo
- IV. Adagio
- V. Moderato - Adagio

### Análisis
La obra es compleja para los intérpretes, por la escritura exigente y porque la interpretación se encuentra en los registros agudos de los instrumentos. El cuarteto despliega muchas de las habilidades técnicas del compositor en el entorno de la música de cámara y el cuarteto de cuerdas, así como toda su personalidad. Desde el punto de vista técnico, el cuarteto posee muchas textos, una escritura brillante y efectos sonoros. También se considera que el cuarteto tiene un impacto psicológico, pues tiene un aspecto programático en el que se delatan las dificultades de vivir durante la Unión Soviética. Hay algo del nerviosismo, y del carácter depresivo y amargo del compositor en la obra.
El primer movimiento, Allegretto, tiene un tema juguetón, en el que los cuatro instrumentos comienzan con dolce, y parece que el primer violín hace un grácil baile. El segundo tema del cuarteto es más sombrío, con una cadencia de dos notas. Ambos temas generan una forma sonata en este movimiento.
El segundo movimiento, Moderato molto, está en compás de 3
4, teniendo casi el pulso de un vals. El movimiento alcanza un silencio cuando todos los instrumentos van silenciándose.
El tercer movimiento, Allegro non troppo, está escrito entre los compases de 2
4 y 3
4 en forma de scherzo, y es similar al movimiento de batallar de la Sinfonía n.º 8.
Tiene un final repentino.
El Adagio, cuarto movimiento, recuerda a algunos de los últimos cuartetos de Beethoven. La frase del inicio posee cinco compases, y se convierte en el tema repetitivo a modo debajo continuo de passacaglia.
El quinto movimiento, Moderato - Adagio, comienza con un tema sinuoso y oscuro por parte del violonchelo, con pizzicatos de la viola en el acompañamiento. Durante el movimiento, se recuperan temas de los movimientos anteriores. El cuarteto se desvanece poco a poco, de forma enigmática, con el morendo que marca la partitura.

## Grabaciones
- Shostakovich: Complete String Quartets. Emerson String Quartet. Deutsche Grammophon, 2000[5]
- The 15 String Quartets. The Beethoven Quartet. DOREMI, 2006[6]
- Shostakovich: The String Quartets. Fitzwilliam String Quartet. L’Oiseau‐Lyre / Decca Records, 1980 / 1992 / 1997 / 1998[7]
- Shostakovich String Quartets Nos. 2 & 3. Cuarteto Borodín. EMI, 1987[8]